# Maurice Trintignant
Pour les articles homonymes, voir Trintignant.
Maurice Trintignant surnommé « Pétoulet », né le 30 octobre 1917 à Sainte-Cécile-les-Vignes (Vaucluse) et mort le 13 février 2005 à Nîmes, est un pilote automobile français.
Il est le premier Français de l'histoire de la Formule 1 à gagner un Grand Prix comptant pour le championnat du monde, en l’occurrence le Grand Prix de Monaco le 22 mai 1955, au volant d'une Ferrari 625.
Il fut, avec Jean Behra, l'un des deux seuls pilotes français à courir en Formule 1 pour Ferrari dans les années 1950. Il a pris part à 81 Grands Prix de Formule 1 (en excluant le Grand Prix d'Italie) pour 89 engagements, décroché deux victoires et dix podiums. Ses meilleurs classements au championnat sont une quatrième place en 1954 et 1955 (accompagné de son petit ours en peluche fétiche) et cinquième en 1959. En vingt-sept ans de carrière, Trintignant a pris part à 324 départs, toutes disciplines confondues. Son bilan est de 44 succès pour 124 abandons.
Il est le frère cadet de Louis Trintignant, l'oncle de l'acteur Jean-Louis Trintignant et le grand-oncle de Marie et Vincent Trintignant.

## Biographie

### Famille
Maurice Trintignant est le benjamin des quatre fils d'un propriétaire de vignobles, tous passionnés de course automobile, et qui courent sur Bugatti.
En 1933, son frère Louis meurt en course au Grand Prix de Picardie à Péronne. Maurice, qui n'a alors que 16 ans, veut malgré tout devenir lui aussi pilote de course automobile professionnel.

### Pilote de courses automobiles

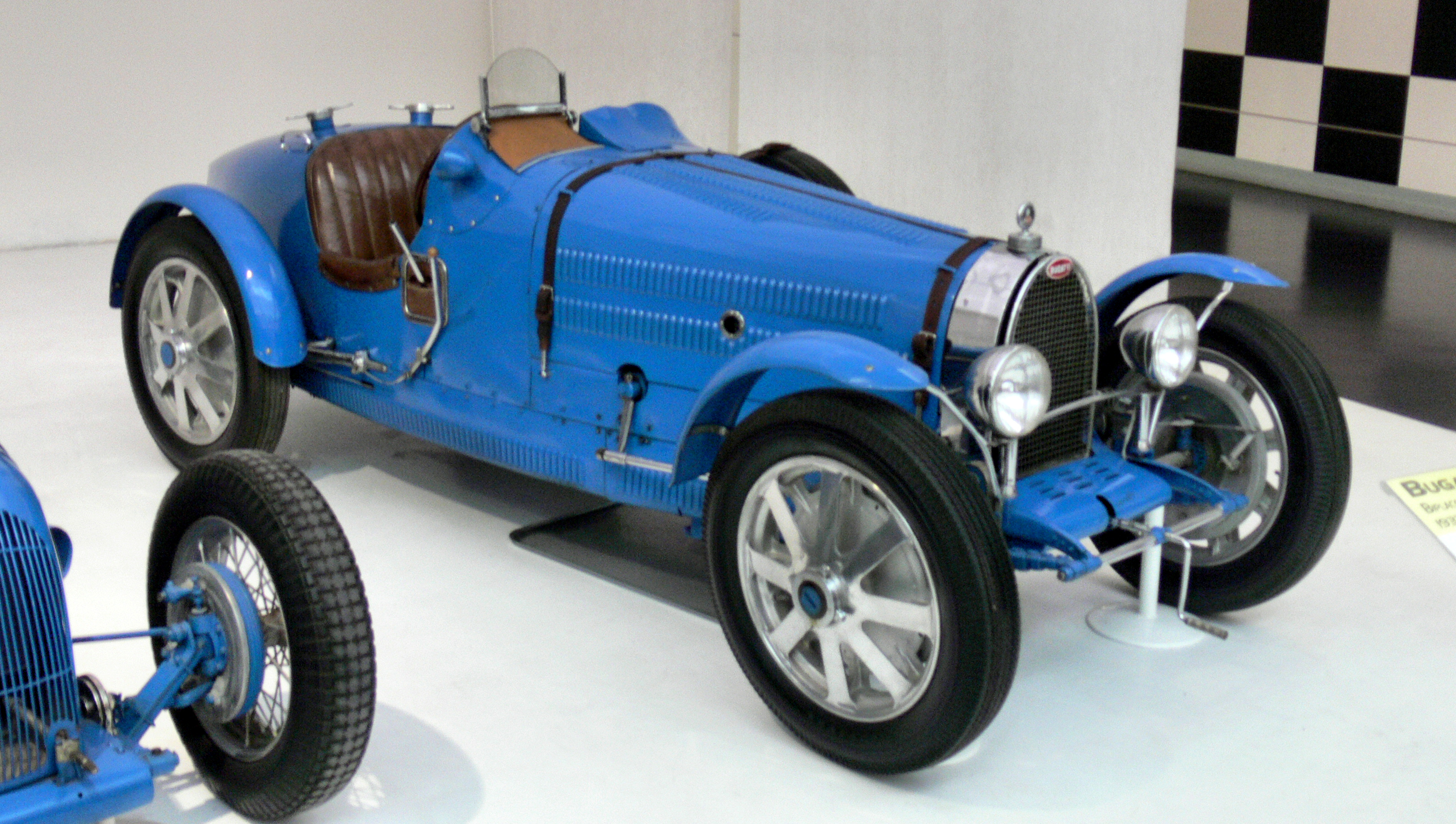
Bugatti Type 51 Grand Prix.

En 1938, âgé de 21 ans, Maurice Trintignant commence sa carrière de pilote le 10 avril en terminant cinquième du Grand Prix de Pau sur une Bugatti Type 51 de 2,3 litres de cylindrée (le modèle même avec lequel son frère Louis s'est tué).
En 1939, il remporte sa seconde course, toujours sur Bugatti, le Grand Prix des Frontières le 28 mai à Chimay en Belgique, ainsi qu'une course de côte à Saint-Eutrope.
De 1947 à 1948, après avoir arrêté les courses durant la Seconde Guerre mondiale, il court successivement avec Bugatti, Amilcar, Delage puis Simca-Gordini opposé aux pilotes de légende de l'époque Jean-Pierre Wimille, Giuseppe Farina, Luigi Villoresi, Louis Chiron, Alberto Ascari...
En 1948, Maurice Trintignant est victime d'un accident sur sa Simca-Gordini pendant les essais du Grand Prix de Reims. Amédée Gordini fait alors appel à un Argentin débutant qui vient d'arriver en Europe pour le remplacer, Juan Manuel Fangio, qui fait ses débuts sur sa voiture au Grand Prix automobile de France à Reims en 1948 et deviendra cinq fois champion du monde de Formule 1 entre 1951 et 1957.
Le 4 juillet 1948, Maurice Trintignant est victime d'un terrible accident au quatrième tour du Grand Prix de Suisse. Parti en tête et alors qu'il est quatrième, Trintignant est éjecté de son véhicule et retrouvé inerte avec des commotions cérébrales, des côtes cassées et quatre dents manquantes. Sa rate éclate lorsqu'il est dans le coma. Comme il est déclaré un temps cliniquement mort, le chirurgien le recoud de manière peu soignée ce qui lui vaut une cicatrice très particulière d'une vingtaine de centimètres sur l'abdomen. Trintignant sort du coma deux semaines après l'accident ; sa femme lui offre un ours en peluche qui l’accompagnera dans son cockpit à chacune de ses courses. Selon la tradition suisse, comme tous ceux qui ont perdu la vie ou ont été blessés gravement, Maurice Trintignant y gagne un virage à son nom (sa mort étant même annoncée par certains journaux). En 1949, il reprend la compétition au volant d'une Simca-Gordini et remporte la course du Circuit des Remparts, à Angoulême, en Poitou-Charentes, ainsi que la catégorie 2 Litre de la Coupe du Salon sur T15S.

### Pilote de Formule 1

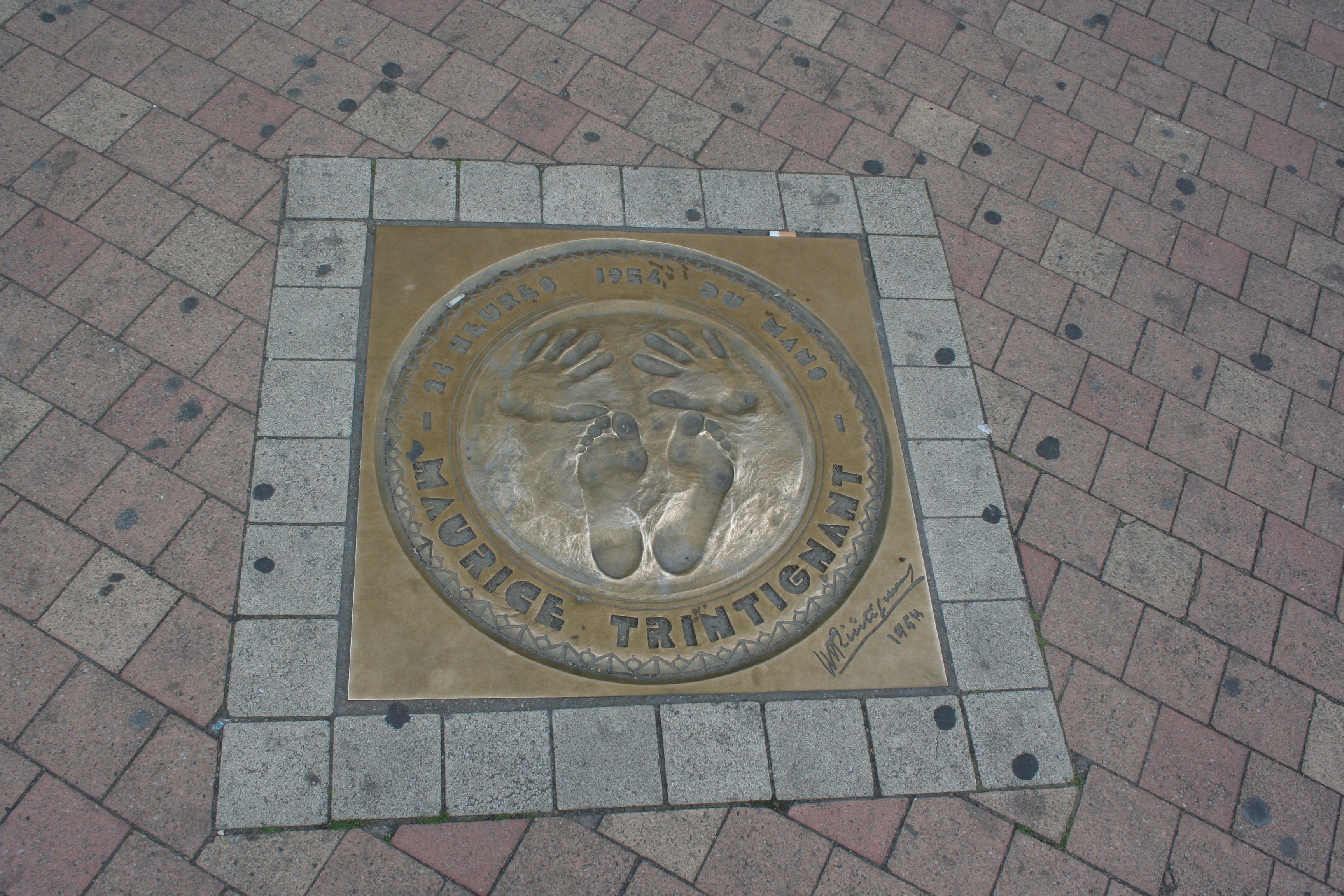
Empreintes et signature de Maurice Trintignant au Mans pour sa victoire de 1954.

En 1950, Maurice Trintignant rejoint l'élite des pilotes en prenant part aux premières éditions du championnat du monde de Formule 1. Ses premières saisons sont décevantes en raison du manque de performances des Simca-Gordini qui ne peuvent pas rivaliser avec les puissantes Alfa Romeo et Ferrari. Il remporte toutefois quelques épreuves hors-championnat du monde à Genève en 1950 et à Albi en 1953 ou monte sur le podium comme à Aix-les-Bains. Il court pour Amédée Gordini jusqu'en 1953. Il y a d'ailleurs une polémique sur le nombre de Grands Prix effectués en championnat pour cette équipe. Si on se réfère aux spécialistes de l'époque Gérard Crombac et Christian Huet, Jean Behra aurait effectivement remplacé (sans être inscrit ni crédité) Maurice Trintignant lors du Grand Prix d'Italie 1951. D'après Gérard Crombac : « Trintignant, victime d'une indigestion, était remplacé par Behra. Gordini s'était pourtant bien gardé d'en prévenir les organisateurs, on aurait diminué sa prime de départ. »
En 1954, Maurice Trintignant rejoint Ferrari avec qui il remporte les 24 Heures du Mans (associé à Jose-Froilan Gonzalez) ainsi que le Grand Prix de Buenos Aires 1954 (hors championnat du monde). Très régulier, il termine quatrième du championnat, notamment grâce à une deuxième place en Belgique et une troisième place en Allemagne.
En 1955, Maurice Trintignant entre dans la légende de la course automobile française en devenant le premier pilote français à remporter un Grand Prix du championnat du monde de Formule 1 en s'imposant au Grand Prix de Monaco le 22 mai 1955 au volant de sa Ferrari. Il termine une nouvelle fois quatrième du championnat.

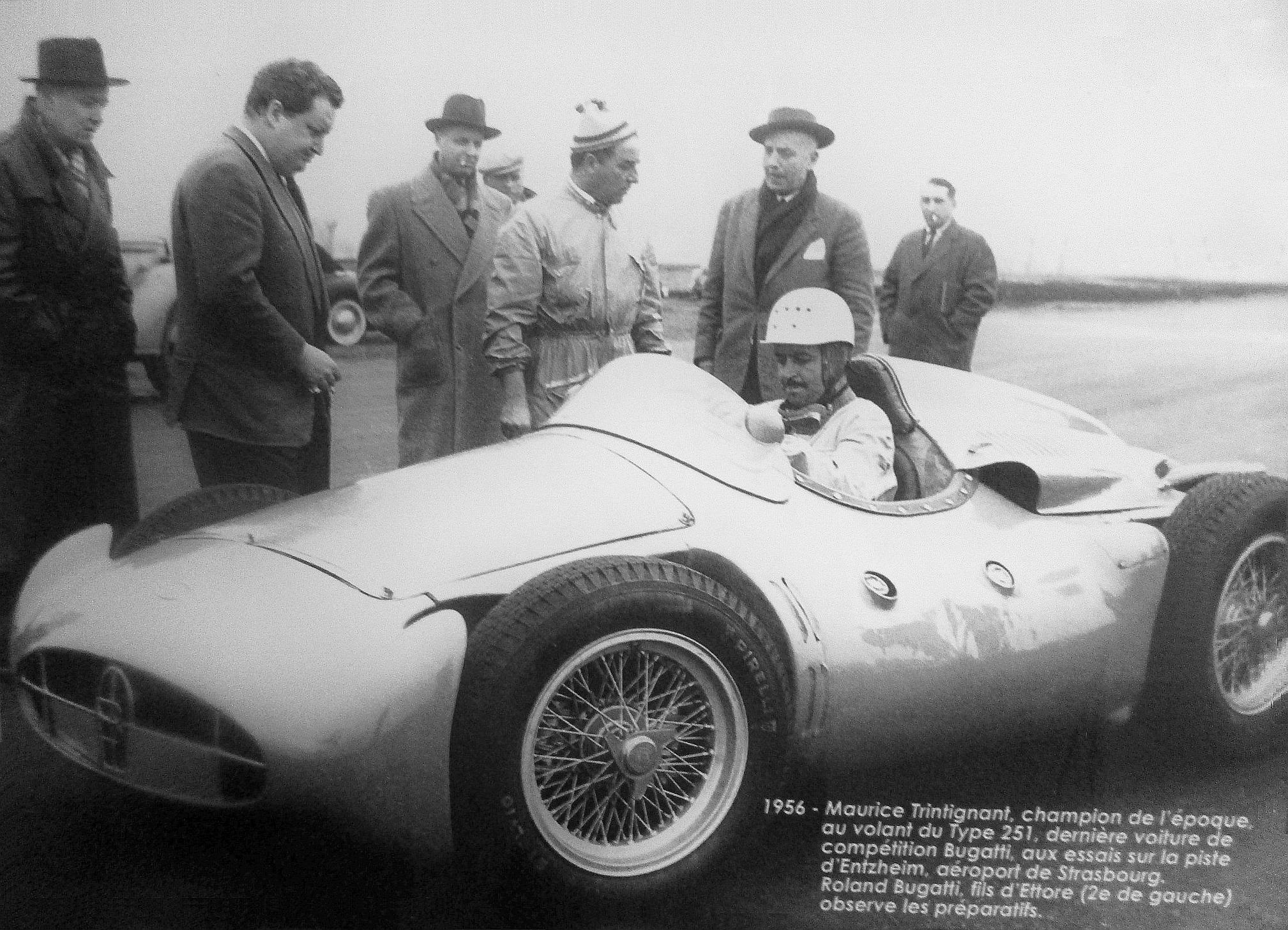
Maurice Trintignant en 1956 sur Bugatti T251 (2e à gauche Roland Bugatti).

En 1956 il signe chez Vanwall. Il pilote également la Bugatti T251 au Grand Prix de France, mais ce retour à la compétition de la prestigieuse marque se révèle très décevant.
Il revient chez Ferrari dès 1957.
En 1958 Rob Walker l'engage dans son écurie qui fait courir des Cooper-Climax aux côtés de Stirling Moss. Il réédite sa performance de 1955 en remportant le Grand Prix de Monaco quelques semaines après la victoire de son coéquipier Stirling Moss au Grand Prix d'Argentine. Il reste dans cette écurie la saison suivante, terminant cinquième du championnat 1959, manquant de peu la victoire lors de la dernière épreuve aux États-Unis, terminant à six dixièmes de seconde de Bruce McLaren.
En 1960, il court principalement pour la Scuderia Centro Sud sur Cooper, disputant également le Grand Prix de Grande-Bretagne sur Aston Martin. En 1961, il rejoint la Scuderia Serenissima, engageant également une Cooper.
Il passe la saison 1962 chez Rob Walker Racing, sur Lotus. Profondément marqué par l'accident de Moss à Goodwood à Pâques, il n'a plus le cœur à courir au sein de cette écurie les saisons suivantes, effectue en 1963 deux Grands Prix pour Reg Parnell Racing (sur Lola puis Lotus), un sur la BRM P57 de la Scuderia Centro Sud, et termine sa carrière en F1 avec une BRM V8 en 1964, signant une cinquième place en Allemagne sur le Nürburgring.

### Courses de côte
Après avoir remporté l'une des toutes dernières courses organisées en France avant-guerre, en 1939 à Saint-Eutrope par l'Automobile Club Orangeois sur Bugatti  (la Course de côte Nice - La Turbie étant encore organisée le 13 avril de la même année), Maurice Trintignant devient le second triple vainqueur après-guerre de la course de côte du Mont Ventoux (après Robert Manzon), en 1949 (Simca-Gordini T11), 1960 (Cooper T43-Climax), et 1964 (BRM P57) peu avant sa retraite sportive. En 1963 il remporte également la course de côte du Mont-Dore.

### Voitures de Sport

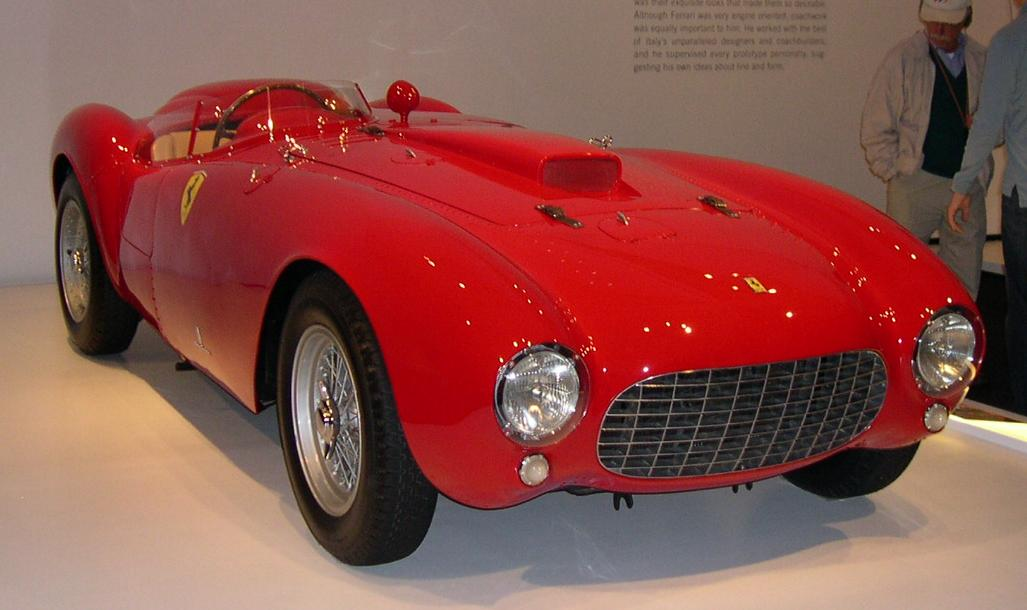
Ferrari 375 Plus de 1954.

Maurice Trintignant dispute les 12 Heures de Paris en 1938 (en famille) et 1939 (seul) sur Bugatti. Après guerre, il finit troisième à Reims sur voiturette Gordini TMM en 1947, puis second deux ans plus tard du Grand Prix de Madrid toujours sur Gordini, avant de gagner successivement avec la T15S de ce dernier constructeur le Rheinland Nürburgring en 1950 et le Grand Prix de Roubaix ainsi qu'à Agen en 1952, avant une dernière course à Nîmes en 1953. Pour Ferrari la saison suivante, il assure d'emblée avec les modèles 250 Monza, 375 Plus et 750 Monza trois succès significatifs, aux 12 Heures de Hyères (avec Luigi Piotti), aux 24 Heures du Mans comme indiqué plus haut, et au RAC Tourist Trophy en fin de saison (avec Mike Hawthorn), ainsi que des deuxièmes places aux 2 Heures de Dakar et à Supercortemaggiore. En 1955 il gagne les 10 Heures de Messine avec Eugenio Castellotti sur la 750 Monza. Arrivent ensuite deux succès africains en début de saison 1956, aux Grand Prix d'Agadir et 2 Heures de Dakar sur la 857 S. Associé à Phil Hill il gagne encore les 1 000 kilomètres de Suède sur 290 MM après des troisièmes places aux 1 000 kilomètres de Paris et aux 24 Heures du Mans. 1957 le voit finir aussi troisième des 1 000 kilomètres du Nürburgring sur 315 Sport, ainsi que deuxième du Grand Prix de Suède sur 335 Sport. En 1958 il est encore deuxième lors du premier Trophée d'Auvergne (il récidive à cette place en 1961). En 1959 il échoue pour la victoire avec Paul Frère aux 24 Heures mancelles, pour son troisième podium (2e). En 1961 il termine la saison une nouvelle fois troisième des 1 000 kilomètres de Paris ; il a obtenu entretemps trois autres podiums au Tour de France automobile, deux successivement comme deuxième avec François Picard sur Ferrari 250 GT en 1957 et 1958, puis une troisième place avec Pierre Noblet sur le même modèle en 1961, également en Grand Tourisme. Un tout dernier podium clôture sa carrière Sport en 1965, avec une troisième place sur Ford GT40 lors du test du Mans associé à « Dikie » Attwood et Whitmore, à bord d'une Ford officielle. Il a assuré quinze départs aux 24 Heures du Mans entre 1950 et 1965, ayant ainsi pu conduire encore sur Aston Martin, Porsche ou Maserati (et Ferrari officielles de 1954 à 1957).

### Retraite dans le Sud
Maurice Trintignant se retire alors à Vergèze à 20 km de Nîmes dans le Gard, où il est vigneron. (Enzo Ferrari le surnomme affectueusement le « Marchand de pinard » en référence à ses premiers pas en tant que viticulteur). Trintignant fut d'ailleurs maire de cette commune de 1958 à 1964.
Il refait quelques apparitions dans les années 1970 et années 1980 au volant de Simca 1000 rallye avec le Star Racing Team et dans des courses historiques pour le spectacle jusque dans les années 1990 pour faire revivre le lustre des courses des années 1950. Il parraine le jeune pilote de sa région d'Avignon Jean Alesi et son neveu l'acteur Jean-Louis Trintignant qui s'essaie un temps aux courses de voiture en tant que pilote professionnel.
Maurice Trintignant meurt dans la nuit du 13 février 2005 à l'hôpital de Nîmes à l'âge de 87 ans. Le 30 octobre 2010, la ville de Vergèze inaugure une sculpture en bronze du pilote et de sa Bugatti Type 51. Il est inhumé au cimetière de Sainte-Cécile-les-Vignes (Vaucluse).

## Résultats en championnat du monde de Formule 1
- 15 saisons de Grand Prix de Formule 1
- 81 départs en Grands Prix et 89 engagements
- 2 victoires
- 1 meilleur tour
- 10 podiums
- 78 tours et 261 km en tête

| Saison | Écurie                                                              | Châssis                                     | Moteur                                 | Pneus                 | GP disputés | Points inscrits | Classement |
| ------ | ------------------------------------------------------------------- | ------------------------------------------- | -------------------------------------- | --------------------- | ----------- | --------------- | ---------- |
| 1950   | Équipe Gordini                                                      | Gordini T15                                 | Gordini l4c                            | Englebert             | 2           | 0               | Nc.        |
| 1951   | Équipe Gordini                                                      | Gordini T15                                 | Gordini l4c                            | Englebert             | 3           | 0               | Nc.        |
| 1952   | Équipe Gordini Écurie Rosier                                        | Gordini T15 Gordini T16 Ferrari 166 F2      | Gordini l4c Gordini l6 Ferrari V12     | Englebert Pirelli     | 5           | 2               | 16e        |
| 1953   | Équipe Gordini                                                      | Gordini T16                                 | Gordini l6                             | Englebert             | 8           | 4               | 11e        |
| 1954   | Scuderia Ferrari Écurie Rosier                                      | Ferrari 625                                 | Ferrari l4                             | Pirelli               | 8           | 17              | 4e         |
| 1955   | Scuderia Ferrari                                                    | Ferrari 625 Ferrari 625 Ferrari 555         | Ferrari l4 Ferrari l4 Ferrari l4       | Englebert             | 6           | 11,33           | 4e         |
| 1956   | Vandervell Products Ltd Automobiles Bugatti                         | Vanwall VW2 Bugatti Type 251                | Vanwall l4 Bugatti l8                  | Pirelli Englebert     | 5           | 0               | Nc.        |
| 1957   | Scuderia Ferrari                                                    | Ferrari 801                                 | Ferrari V8                             | Englebert             | 3           | 5               | 12e        |
| 1958   | Rob Walker Racing Team Scuderia Centro Sud Owen Racing Organisation | Cooper T45 Cooper T45 Maserati 250F BRM P25 | Climax l4 Climax l4 Maserati l6 BRM l4 | Dunlop Pirelli Dunlop | 9           | 12              | 7e         |
| 1959   | Rob Walker Racing Team                                              | Cooper T51                                  | Climax l4                              | Dunlop                | 8           | 19              | 5e         |
| 1960   | Rob Walker Racing Team Scuderia Centro Sud David Brown Corporation  | Cooper T51 Cooper T51 Aston Martin DBR5     | Climax l4 Maserati l4 Aston Martin l6  | Dunlop                | 6           | 0               | Nc.        |
| 1961   | Scuderia Serenissima                                                | Cooper T51                                  | Maserati l4                            | Dunlop                | 5           | 0               | Nc.        |
| 1962   | Rob Walker Racing Team                                              | Lotus 24                                    | Climax V8                              | Dunlop                | 6           | 0               | Nc.        |
| 1963   | Reg Parnell Racing Scuderia Centro Sud                              | Lotus 24 Lola Mk4A BRM P57                  | Climax V8 Climax V8 BRM V8             | Dunlop                | 3           | 0               | Nc.        |
| 1964   | Privé                                                               | BRM P57                                     | BRM V8                                 | Dunlop                | 4           | 2               | 16e        |
|        | Total                                                               |                                             |                                        |                       | 81          | 62,33           |            |

## Victoires en Formule 1
| no | Année | Manche | Date        | Grand Prix | Circuit | Écurie  | Voiture     | Position départ | Résumé |
| -- | ----- | ------ | ----------- | ---------- | ------- | ------- | ----------- | --------------- | ------ |
| 1  | 1955  | 2/7    | 22 mai 1955 | Monaco     | Monaco  | Ferrari | Ferrari 625 | 9e              | Résumé |
| 2  | 1958  | 2/11   | 18 mai 1958 | Monaco     | Monaco  | Cooper  | T45         | 5e              | Résumé |

## Principales victoires en monoplaces
- 1939 : Grand Prix des Frontières
- 1947 : Grand Prix d'Avignon
- 1949 : Circuit automobile des remparts d'Angoulême
- 1950 : Grand Prix de Genève en catégorie F2 sur le Circuit des Nations
- 1951 : Grand Prix d'Albi
- 1951 : Circuit automobile de Cadours
- 1952 : Grand Prix de Caen
- 1953 : Grand Prix d'Albi
- 1953 : Circuit automobile de Cadours
- 1954 : Grand Prix automobile de Rouen-les-Essarts
- 1954 : Grand Prix de Buenos Aires
- 1954 : Grand Prix de Rouen-les-Essarts
- 1955 : Grand Prix de Monaco
- 1958 : Grand Prix de Monaco
- 1958 : Grand Prix de Pau
- 1959 : Grand Prix de Pau
- 1962 : Grand Prix de Pau

## Résultats aux 24 heures du Mans
| Année | Châssis                 | Écurie                   | Coéquipier            | Résultat  |
| ----- | ----------------------- | ------------------------ | --------------------- | --------- |
| 1950  | Simca Gordini T15S      | A. Gordini               | Robert Manzon         | Abandon   |
| 1951  | Simca Goridni T15S      | A. Gordini               | Jean Behra            | Abandon   |
| 1952  | Ferrari 340 America     | L. Rosier                | Louis Rosier          | Abandon   |
| 1953  | Gordini T24S            | Automobiles Gordini      | Harry Schell          | 6e        |
| 1954  | Ferrari 375 Plus        | Scuderia Ferrari         | José Froilan Gonzalez | Vainqueur |
| 1955  | Ferrari 121 LM          | Scuderia Ferrari         | Harry Schell          | Abandon   |
| 1956  | Ferrari 625 LM Touring  | Scuderia Ferrari         | Olivier Gendebien     | 3e        |
| 1957  | Ferrari 250 Testa Rossa | Scuderia Ferrari         | Olivier Gendebien     | Abandon   |
| 1958  | Aston Martin DBR1       | David Brown Racing Dept. | Tony Brooks           | Abandon   |
| 1959  | Aston Martin DBR1       | David Brown Racing Dept. | Paul Frère            | 2e        |
| 1960  | Porsche 718 RS 60       | Porsche KG               | Hans Hermann          | Abandon   |
| 1961  | Ferrari 250 GT          | Scuderia Serenissima     | Carlo Abate           | Abandon   |
| 1962  | Maserati Tipo 151       | Maserati France          | Lucien Bianchi        | Abandon   |
| 1963  | Maserati Tipo 151/3     | Maserati France          | André Simon           | Abandon   |
| 1965  | Ford GT40 Roadster      | Ford France SA           | Guy Ligier            | Abandon   |

## Autre
- 1982 : participation au rallye Dakar avec comme copilote le Français Joseph Cantarelli sur Toyota BJ (voiture no 171)[14].

## Publications
- Maurice Trintignant et Jean Reschofsky (illustrateur) , Pilote de courses, Bibliothèque verte, Hachette, 1957 ; réédition augmentée en 1958. Ce livre raconte ses débuts en course automobile, son accident à Berne, sa rencontre avec Jean-Pierre Wimille, ses premières courses après-guerre, et en détail l'épreuve de Monaco en 1955. Sont également évoqués son accident à Monza, la mort d'Alberto Ascari, la catastrophe des 24 Heures du Mans 1955. Le livre s'achève sur l'espoir suscité par la nouvelle Bugatti, de nombreuses anecdotes sur la Scuderia Ferrari. Réédité avec des ajouts, le livre est un succès de la collection et est maintenu au catalogue jusque vers 1980. C'est un des rares livres français (hors documentaire) pour la jeunesse consacré au sport automobile. Illustrations de Jean Reschofsky.
- Maurice Trintignant, Comment conduire sa voiture, Hachette, 1967. Un manuel de conseils aux automobilistes. Ce livre est un témoignage frappant de l'évolution des mentalités, Maurice Trintignant n'hésitant pas à sous-titrer son premier chapitre : « Pour rouler prudemment, roulez rapidement ».
- Dino, les autres Ferrari, coll. La Légende de l'automobile, Jean-Pierre Gabriel, 1989, éd. EPA (Nancy), préface de Maurice Trintignant.
- Les heures glorieuses du circuit de Reims, Dominique Dameron, Jacques Pernet, Michel Hubert, 1991, éd. de l'Arelier Graphique (Reims), préface de Maurice Trintignant.

## Discographie
- Les 24 Heures du Mans, cinquantenaire de l'Automobile-Club de L'Ouest (1958), deux tours de cadran en deux faces de disque - reportage de Georges Fraichard, interview de Claude Joubert, avec les voix des pilotes, et notamment celle de Maurice Trintignant. Face A : 1- Historique, 2- Présentation des vieilles voitures, 3- Le départ, 4- Le tour du circuit; éd. Véga, réf. V 30 S 813.